# 元永
元永（）は、日本の元号の一つ。永久の後、保安の前。1118年から1120年までの期間を指す。この時代の天皇は鳥羽天皇。

## 改元
- 永久6年4月3日（ユリウス暦1118年4月25日） 天変と疫病により改元
- 元永3年4月10日（ユリウス暦1120年5月9日） 保安に改元

## 元永期におきた出来事
- 1118年、諸国飢饉で、京中の道路に餓死者あふれる[1]。

## 西暦との対照表
※は小の月を示す。
| 元永元年（戊戌） | 一月※     | 二月  | 三月  | 四月※ | 五月 | 六月※ | 七月 | 八月※ | 九月  | 閏九月※ | 十月    | 十一月※  | 十二月    |
| ---------------- | --------- | ----- | ----- | ----- | ---- | ----- | ---- | ----- | ----- | ------- | ------- | -------- | --------- |
| ユリウス暦       | 1118/1/24 | 2/22  | 3/24  | 4/23  | 5/22 | 6/21  | 7/20 | 8/19  | 9/17  | 10/17   | 11/15   | 12/15    | 1119/1/13 |
| 元永二年（己亥） | 一月※     | 二月  | 三月※ | 四月  | 五月 | 六月※ | 七月 | 八月※ | 九月  | 十月※   | 十一月  | 十二月※  |           |
| ユリウス暦       | 1119/2/12 | 3/13  | 4/12  | 5/11  | 6/10 | 7/10  | 8/8  | 9/7   | 10/6  | 11/5    | 12/4    | 1120/1/3 |           |
| 元永三年（庚子） | 一月      | 二月※ | 三月  | 四月※ | 五月 | 六月※ | 七月 | 八月  | 九月※ | 十月    | 十一月※ | 十二月   |           |
| ユリウス暦       | 1120/2/1  | 3/2   | 3/31  | 4/30  | 5/29 | 6/28  | 7/27 | 8/26  | 9/25  | 10/24   | 11/23   | 12/22    |           |